# Maurice Callot (militaire)
Pour les articles homonymes, voir Maurice Callot et Callot.
Le Lieutenant de vaisseau Pierre Félix Maurice Callot, né le 13 décembre 1873 à La Rochelle (Charente-Maritime) et mort pour la France le 26 mai 1910 au large de Calais (Pas-de-Calais), était un officier de marine français . Il était le commandant du sous-marin Pluviôse (Q51) lors du naufrage de ce dernier au large de Calais après une collision avec un paquebot. Le navire a été perdu avec tout son équipage.

## Biographie
Maurice Callot entre dans la Marine avec la promotion 1891 de l’École navale. Il est nommé enseigne de vaisseau (EV) en 1894, et Lieutenant de vaisseau (LV) en 1904. Il sert sur de nombreux navires :
- En 1899, l'aviso Bengali, à la Division navale de la Cochinchine ;
- En 1903, il est second sur le « torpilleur autonome submersible » Sirène, à la station des sous-marins de Cherbourg ;
- En 1904, il est commandant du torpilleur autonome submersible Espadon, de la 1re Flottille de sous-marins de la Manche.
- En 1906, il est embarqué sur le croiseur Forfait, à la Division navale d'Extrême-Orient ;
- En 1908, il est affecté sur le croiseur Duguay-Trouin, École d'application des aspirants[2],[1].

## Décès
En 1910, il est commandant du sous-marin Pluviose (Q51). Le 26 mai 1910, alors que le Pluviôse fait surface devant Calais, il est abordé accidentellement par le paquebot Pas-de-Calais et coule, causant la mort de tous son équipage, ainsi que celle du capitaine de frégate (CF) Ernest Prat, commandant la base sous-marine de Calais, qui était à bord. Le naufrage est vécu comme un drame national par toute la France.

## Distinctions
- Chevalier de la Légion d'honneur, le 11 juillet 1909.
- Un monument est érigé à Calais en mémoire du capitaine et de l'équipage du Pluviose, face au lieu du naufrage[3].
- Un sous-marin mouilleur de mines lancé en 1921 est baptisé Maurice Callot en sa mémoire[2].